# Partido (Repubblica Dominicana)
Partido è un comune della Repubblica Dominicana di 7.562 abitanti, situato nella Provincia di Dajabón.